# Gushan (köping i Kina, Shandong, lat 36,44, long 117,97)
Gushan (kinesiska: 崮山镇, 崮山) är en köping i Kina. Den ligger i provinsen Shandong, i den östra delen av landet, omkring 90 kilometer öster om provinshuvudstaden Jinan.
Genomsnittlig årsnederbörd är 865 millimeter. Den regnigaste månaden är juli, med i genomsnitt 304 mm nederbörd, och den torraste är januari, med 8 mm nederbörd.